# El Zotz

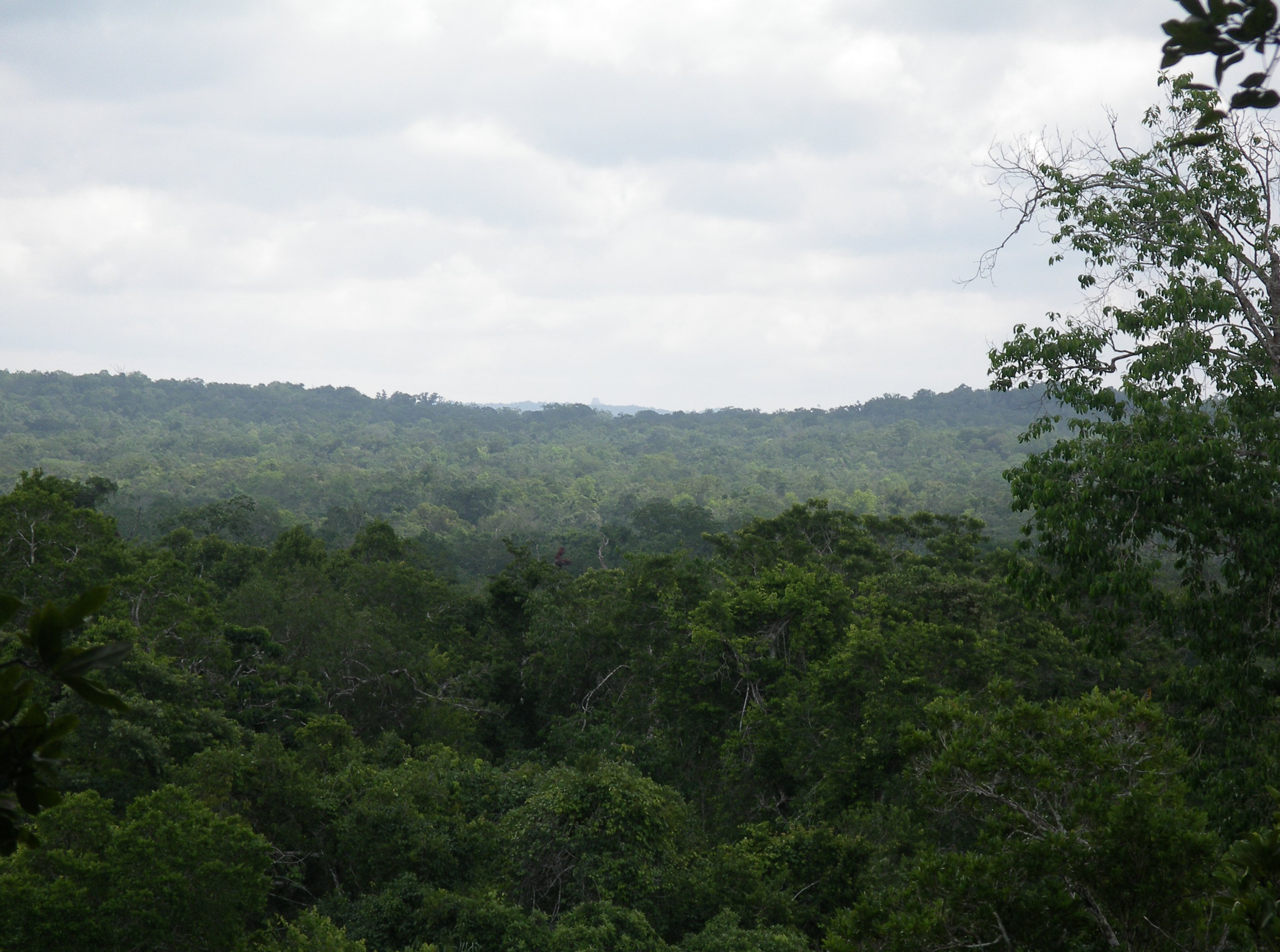
Il Tempio 4 di Tikal visto da El Zotz, 32 km di distanza

El Zotz  è un sito archeologico mesoamericano costruito dalla civiltà Maya, situato nel bacino di Petén in Guatemala e distante circa 30 km a ovest rispetto a Tikal. Il sito è stato chiamato in questo modo perché vi erano molti pipistrelli nelle caverne vicino alle pendici circostanti (il nome Maya originale era Pa'Chan). Il sito si trova all'interno del Parco Nazionale San Miguel la Palotada, confinante con il Parco Nazionale di Tikal del dipartimento di Petén. È un sito esteso e possiede molti tumuli e rovine non ancora riportate alla luce.
Il Museo d'arte di Denver ha restituito un architrave rubata dal sito, uno dei pochi della zona mesoamericana. Datato intorno al 550-650, venne preso dal Tempio I, nella piramide della piazza principale, intorno al 1960. Il lintello mostra il figlio di un governatore di Tikal. Attualmente si trova nel Museo di Archeologia Nazionale di Città del Guatemala. La struttura più alta del luogo è un tempio che misura 45 metri e che è conosciuto con il nome El Diablo (il diavolo).
L'università di San Carlos del Guatemala svolge regolarmente dei lavori nella zona, ed è stata costruita una zona adibita al campeggio per turisti. La zona possiede caverne e paludi, ed è un biotopo soggetto a protezione.